# 아적청춘우견니
《아적청춘우견니》(我的青春遇见你)는 2018년 방송되었던 중국의 드라마이다.

## 소개
- 도로 보수업자 천예와 상가 매장 판매원 리쟈오디가 연애하다 결혼하고 살아가면서 행복한 시간과 고난을 겪으면서 서로의 소중함과 사랑을 깨달아 가는 이야기를 그린 드라마

## 등장 인물
- 위천상 (Shawn Wei) - 천예 역
- 장옌 - 리쟈오디 역
- 양동 (杨彤) - 천쿤 역
- 양이퉁 (杨壹童) - 쑨아 역
- 왕화영 (王华英) - 천용강 역
- 장소뢰 (张小磊) - 리우몽상 역
- 요안렴 (姚安濂) - 리요차이 역
- 서잠자 (徐岑子) - 리라이디 역
- 뢰가 (雷佳) - 리우치앙 역